# Morillo (mueble)

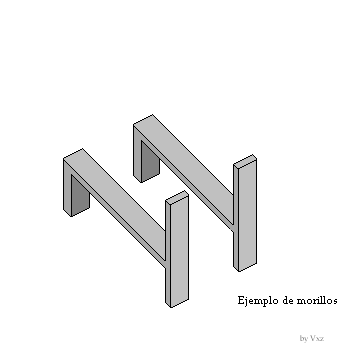
Esquema de morillos.

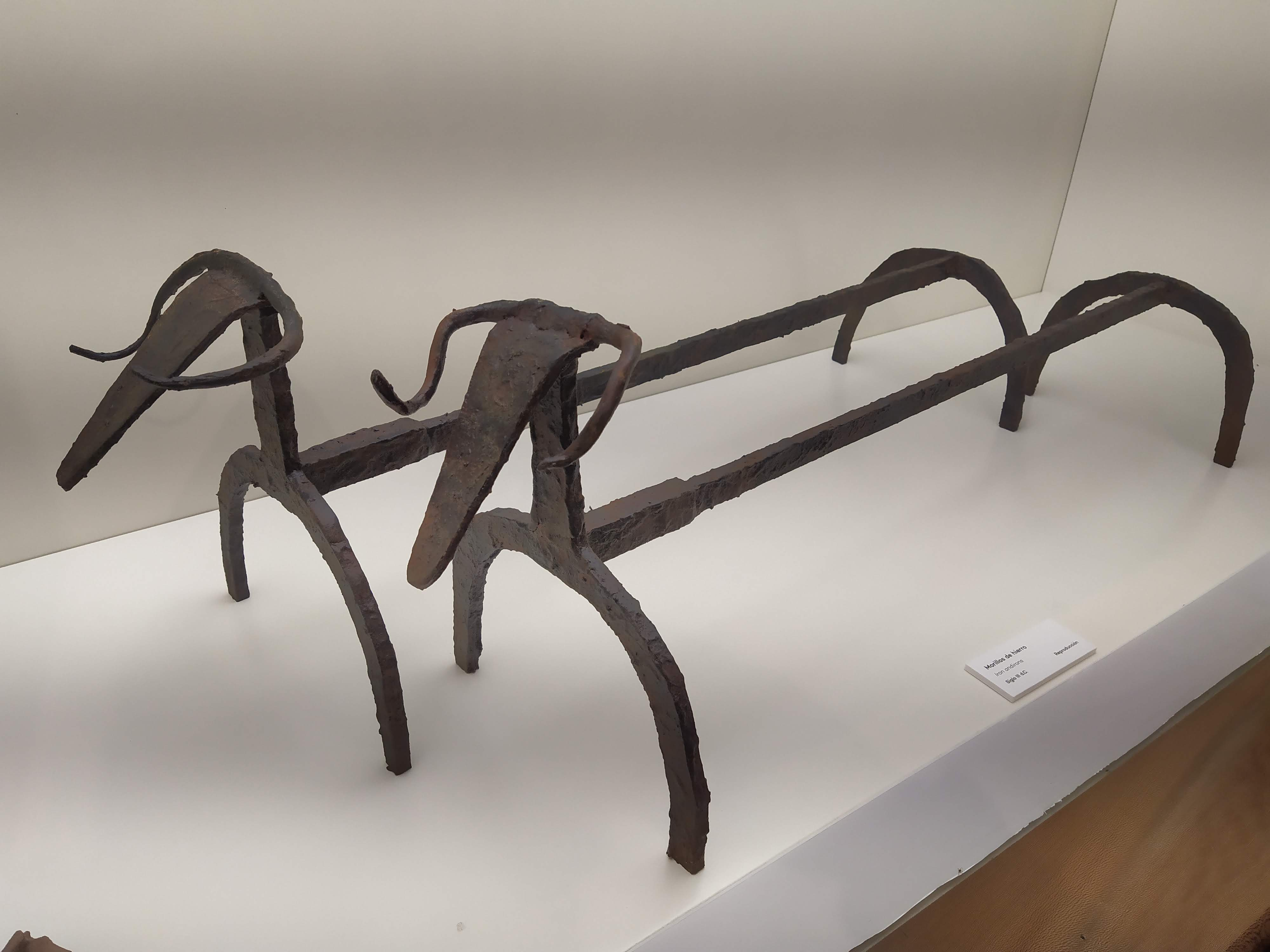
Reproducción de morillos romanos hallados en Julióbriga

Morillo o morillos (pues se usa en parejas), es el nombre de un utensilio para el hogar o la chimenea, compuesto por dos barras metálicas (y en su origen de cerámica) que sirven de caballete o soporte para la leña apoyados en el suelo, facilitando la combustión. Tradicionalmente se utilizaban para depositar los pucheros sobre el fuego y calentar o cocer la comida y solían estar decorados o labrados con figuras de "moros", de donde según informa el DRAE, parece provenir la denominación. Una vez generadas brasas, también pueden servir de apoyo a los recipientes que se coloquen sobre ellas. 

## Morfología y uso

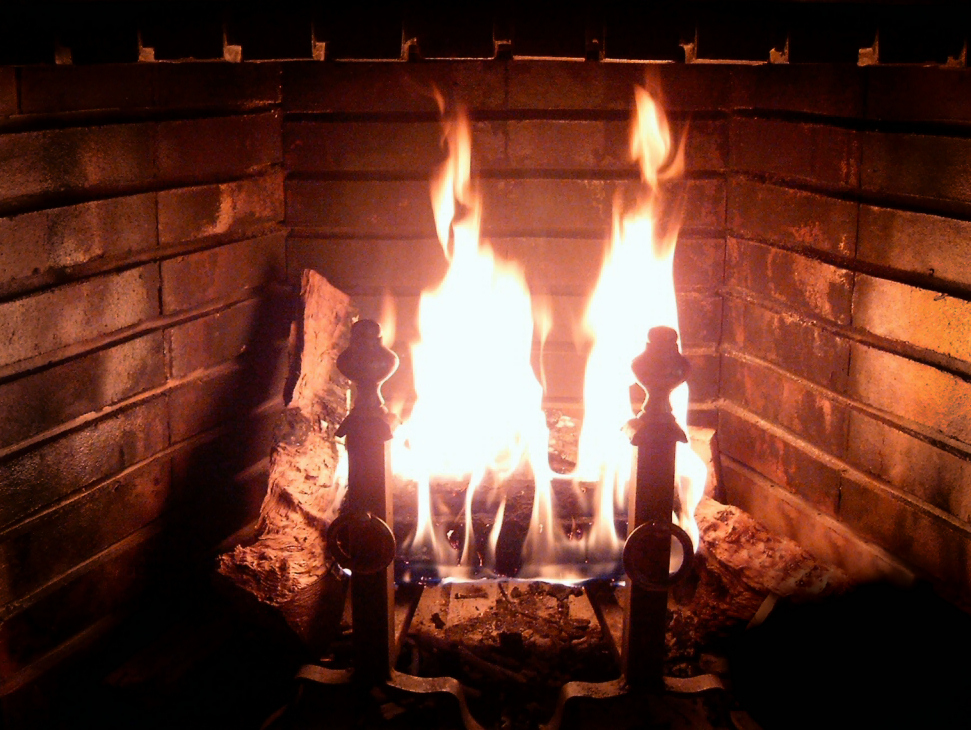
Chimenea con dos morillos al frente

Herederos de un primitivo ingenio alfarero, los morillos o "morrillos", fabricados a lo largo de la historia se fabricaron en bronce, hierro y latón, suelen tener la forma de una barra horizontal que se adentra en el fuego sostenida por una pequeña pata posterior y dos anteriores. La parte frontal queda fuera de la chimenea adoptando la forma de barra vertical adornada con diferentes motivos y que remata en una forma artística.